# Chan Chan
Chan Chan je archeologická lokalita v Peru pokrývající plochu okolo 20 km². Na této ploše se nacházejí pozůstatky jednoho z nejvýznamnějších center předkolumbovské Ameriky, bývalé metropole království Čimú. Lokalita se nachází u pobřeží Tichého oceánu mezi obcí Huanchaco a městem Trujillo v regionu La Libertad na severozápadě Peru. Od roku 1986 je Chan Chan zapsán na seznamu světového dědictví UNESCO i na seznamu světového dědictví v ohrožení. Pokračující eroze totiž vážně ohrožuje celou lokalitu.

## Historie
Toto první[zdroj?] předkolumbovské město založil podle legendy bůh Naymlap, přicházející z oceánu. Kdysi bylo pokryto zlatem a překrásně zdobené. Chan Chan bylo vybudováno neznámým národem kolem roku 900 n. l. Poté přibližně kolem roku 1300 n. l. se stalo hlavním městem říše Čimú. Ta se rozpínala podél pobřeží Peru až na úroveň Ekvádoru s rozlohou více než 1000 km². Největší rozkvět můžeme pozorovat v 15. století, těsně před vpádem Inků, kteří začali s dobýváním říše Čimú po roce 1470. Před sedmi sty lety bychom toto město zařadili mezi jedno z největších na světě.

## Popis
Město se rozkládá na 20 km², přičemž jeho střed pokrývá 6 km². Je rozděleno na devět okrsků, obehnaných zdmi s devíti velkými citadelami. V každém komplexu byly obytné čtvrti, zahrady, nádrže a cesty. Zdi citadel dosahují výšky až 10 m a jsou postaveny z nepálených cihel. Tyto zdi byly bohatě zdobené, sloužily k obraně a jako větrolamy a izolace. V létě udržovaly chlad a v zimě teplo. Na střechách staveb jsou pravidelné otvory, jimiž prochází vítr a fungují tak jako klimatizace. Zdobení na zdech je tvořeno obrazy jejich bohů, mezi nimiž najdeme i ryby, pelikány a jiné mořské ptáky. Nechybí zde ani geometrické vzory.

## Kultura Čimú
Zajímavé je, že každá z citadel patřila jinému vládci, přičemž všechny poukazují na zajímavé zvyky původní kultury. Ve zvyku panovníka totiž bylo, že po své smrti si s sebou do hrobu odnese všechen svůj majetek i služebnictvo. Pouze jejich právoplatné manželky mohly dožít. Proto zde neexistovalo žádné dědictví. Z dochovaných motivů na zdech je patrné, že lidé Čimú uctívali přírodu, především vodu. Život jejich kultury byl závislý na plodech moře a zemědělství, kde využívali důmyslné vodní kanály k samozavlažování.

## Současný stav
Díky nepáleným cihlám, ze kterých je město postaveno, je většina staveb značně poničena přívalovými dešti a tornády tzv. El Niño. Obyvatelé si tyto jevy spojovali s hněvem bohů, což je přimělo k opuštění řady sídel. Tyto katastrofy lze dodnes rozeznat v sedimentech.

## Fotogalerie

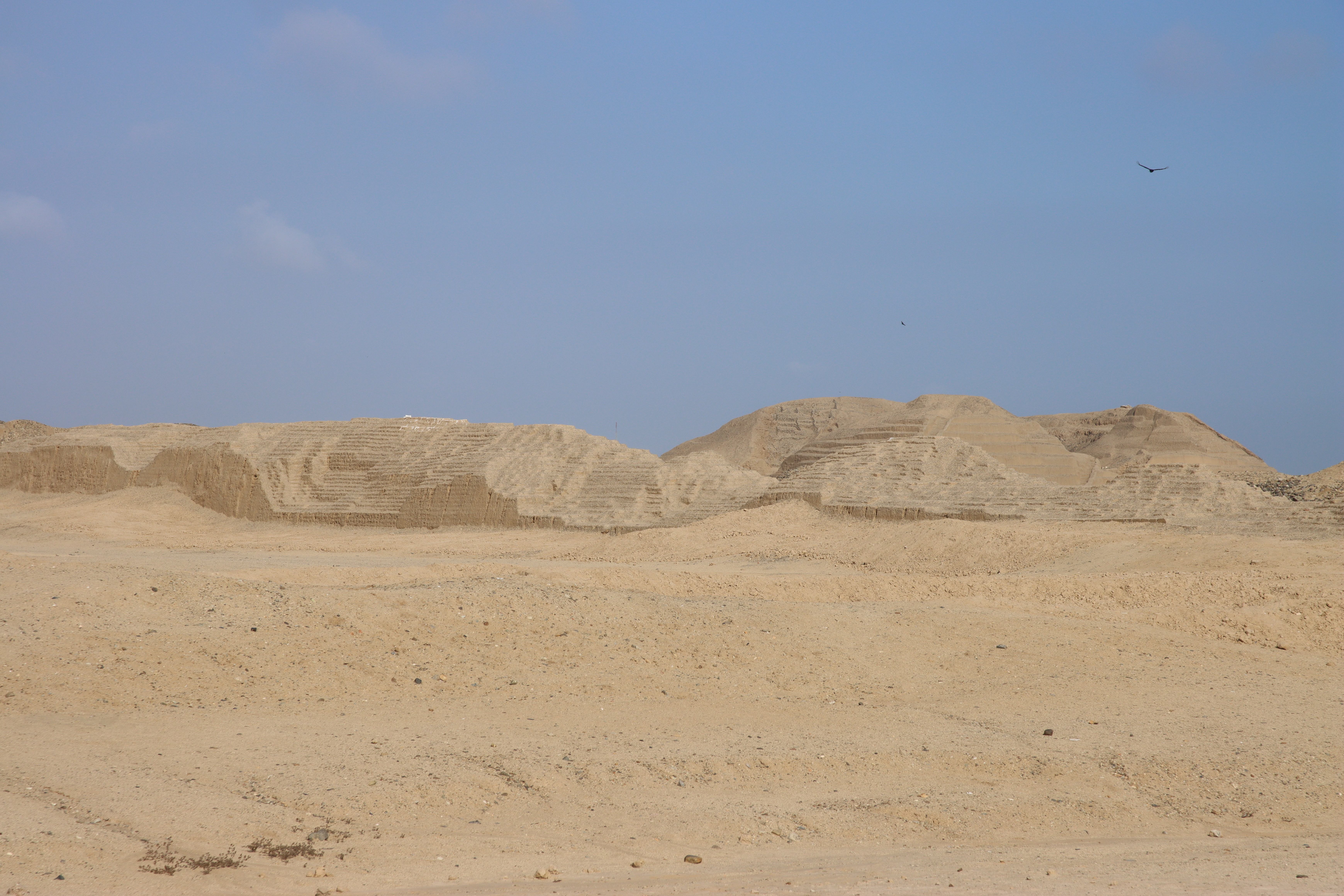
Celkový pohled na lokalitu
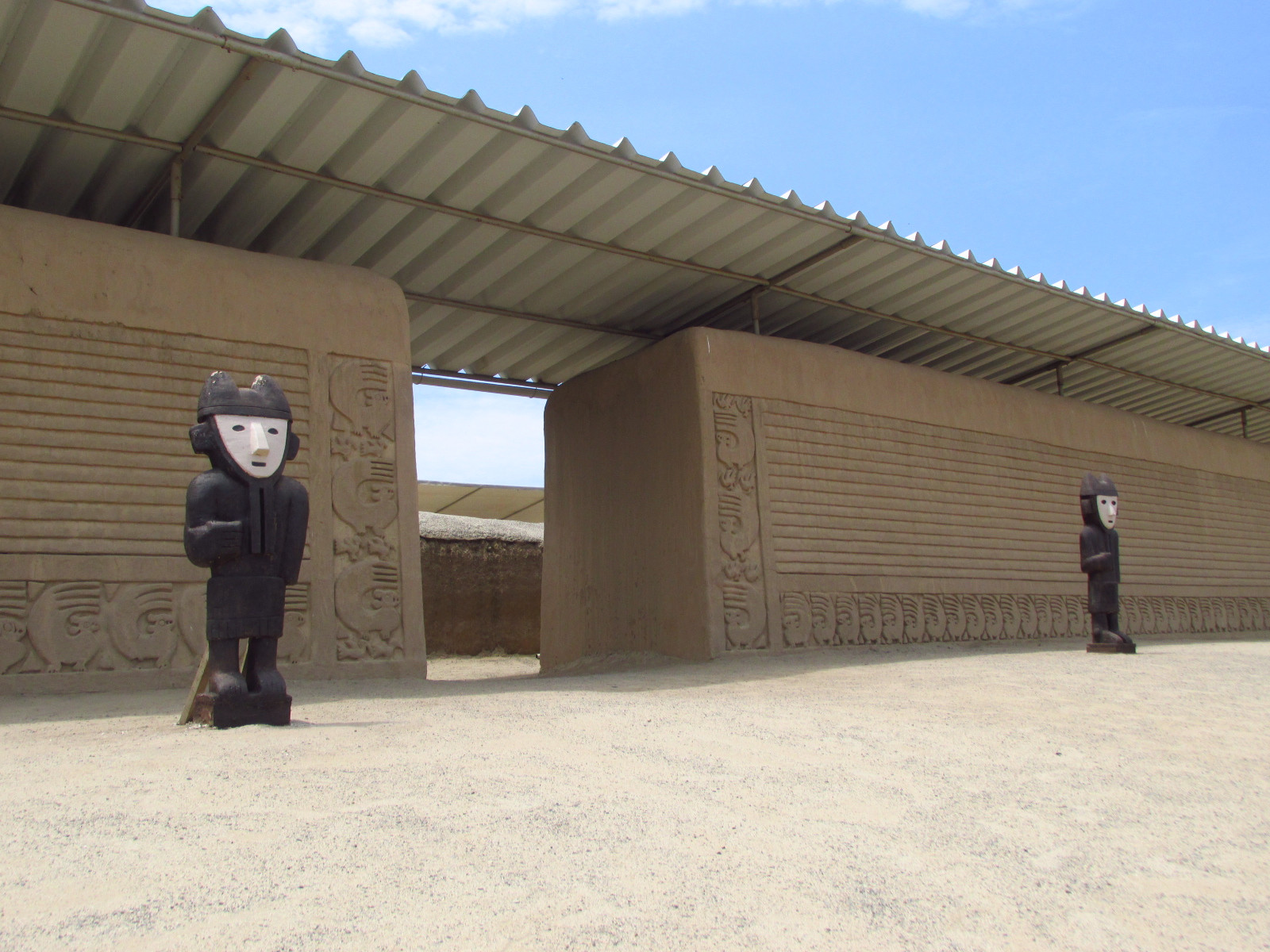
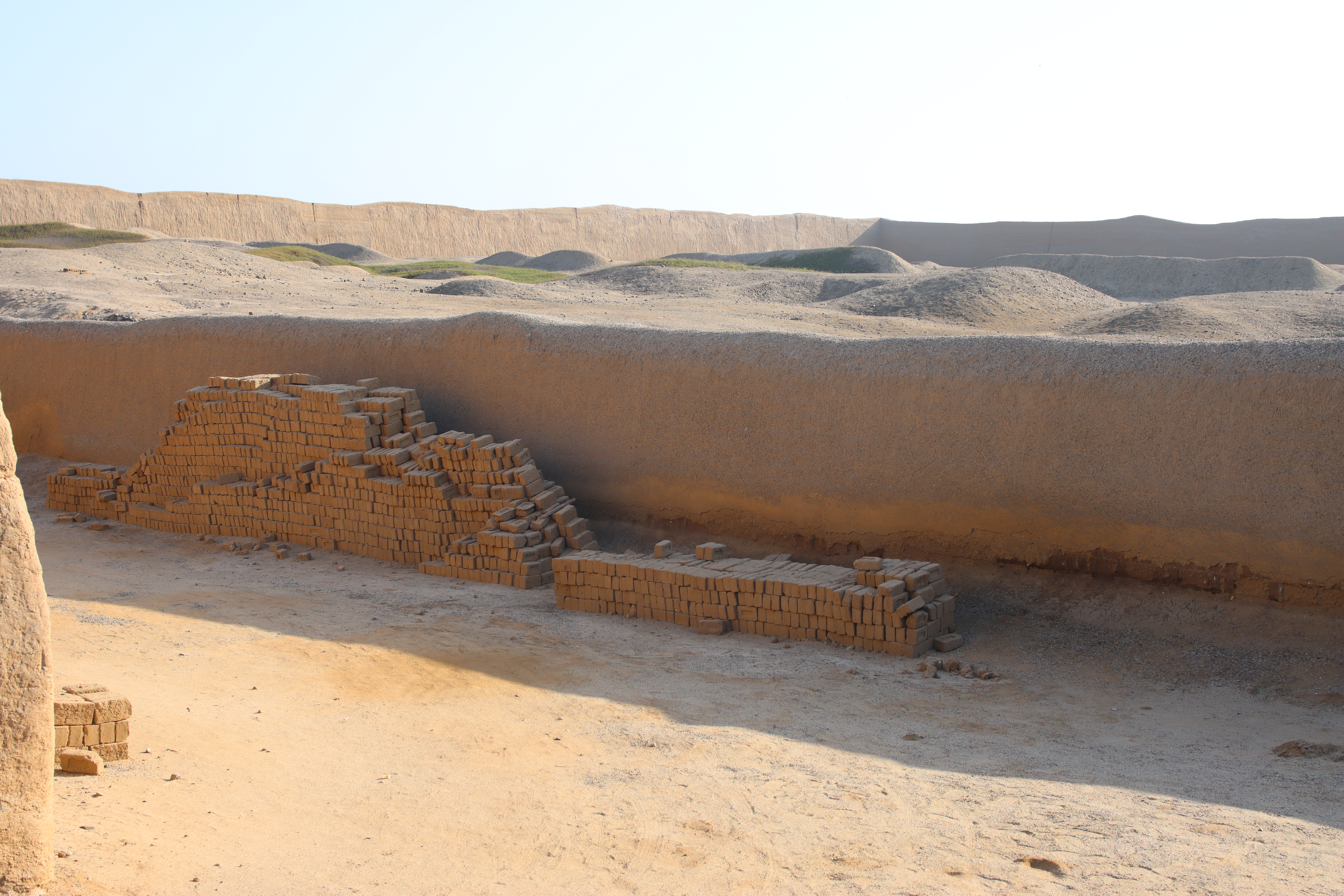
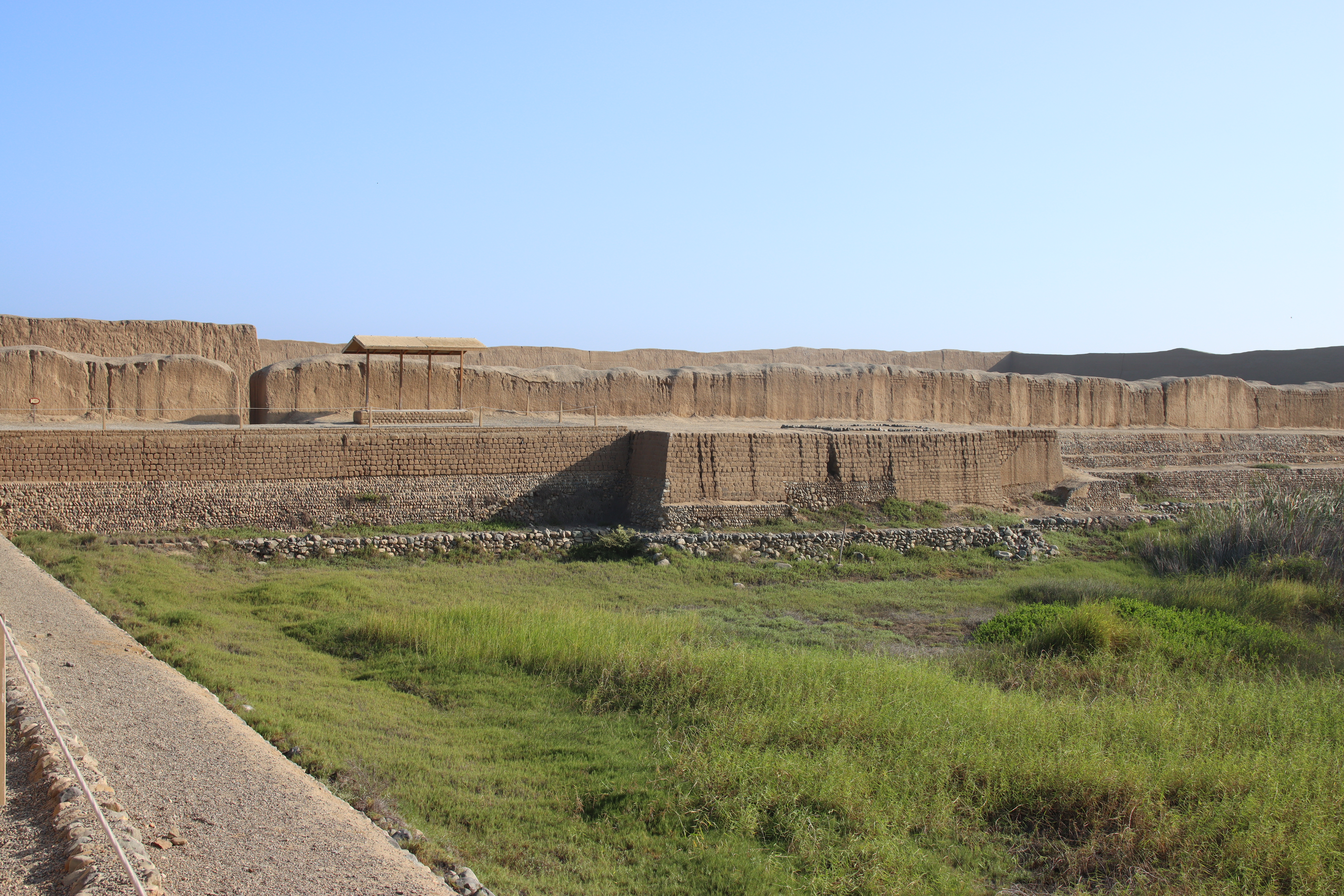
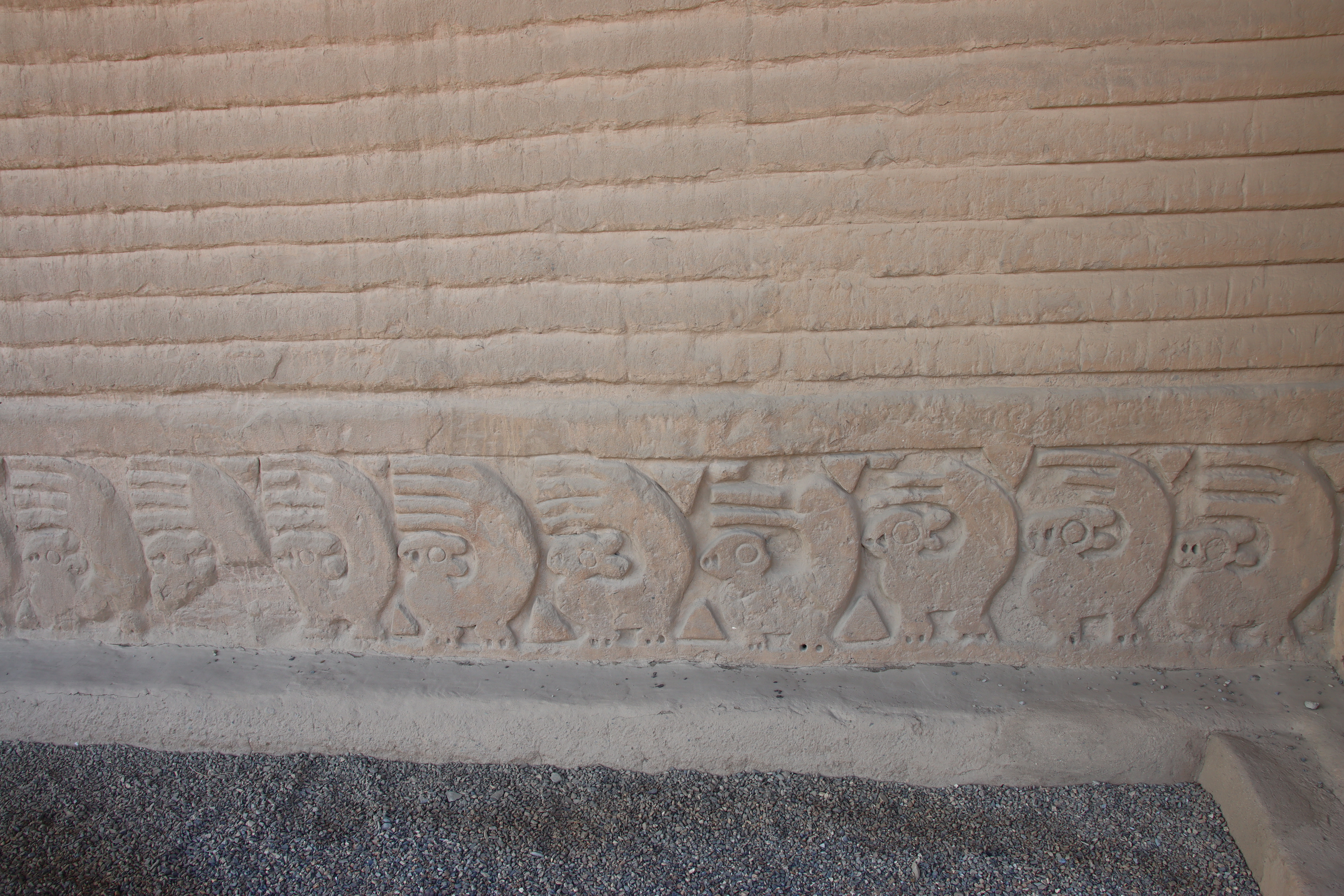
Zvířecí detaily
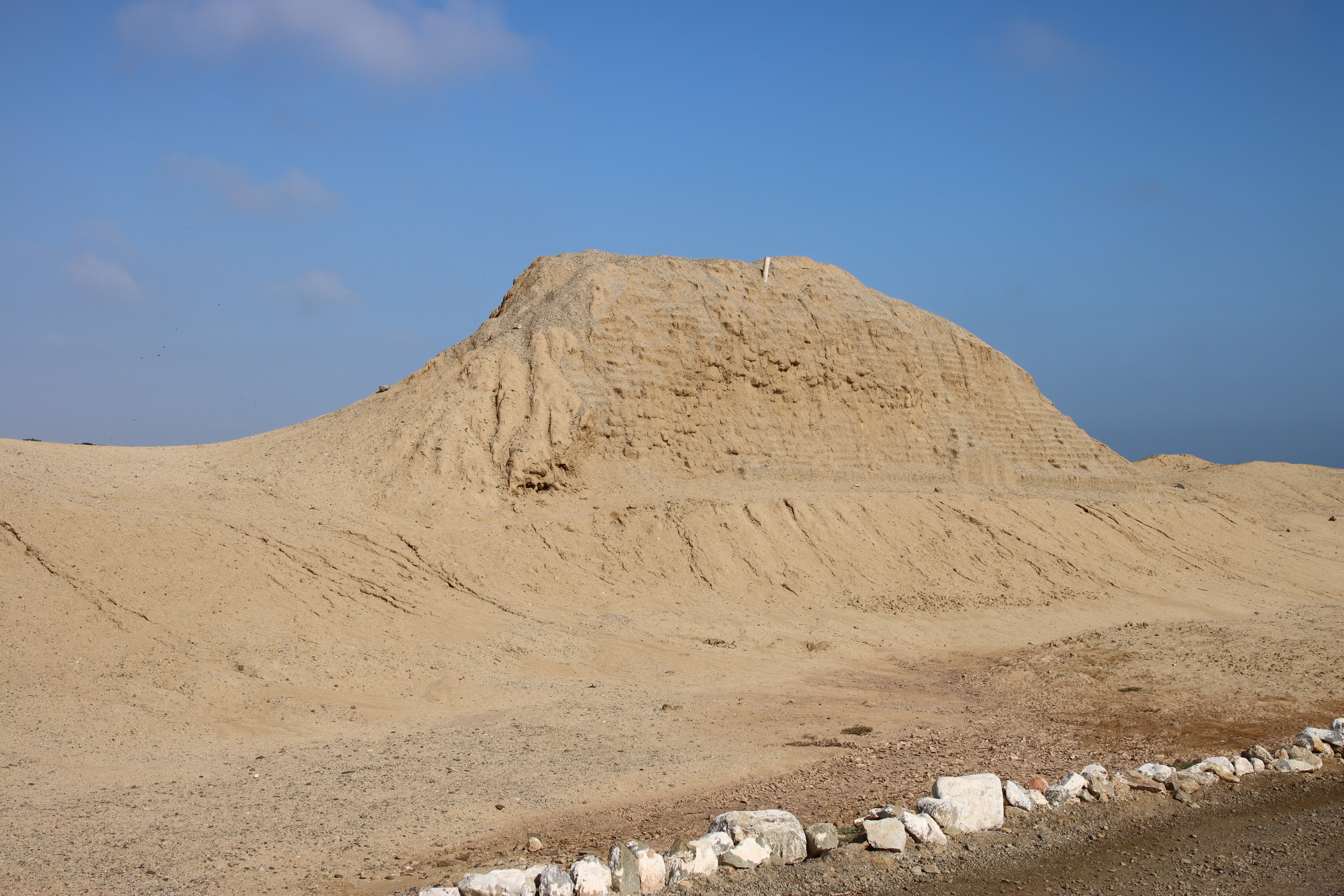
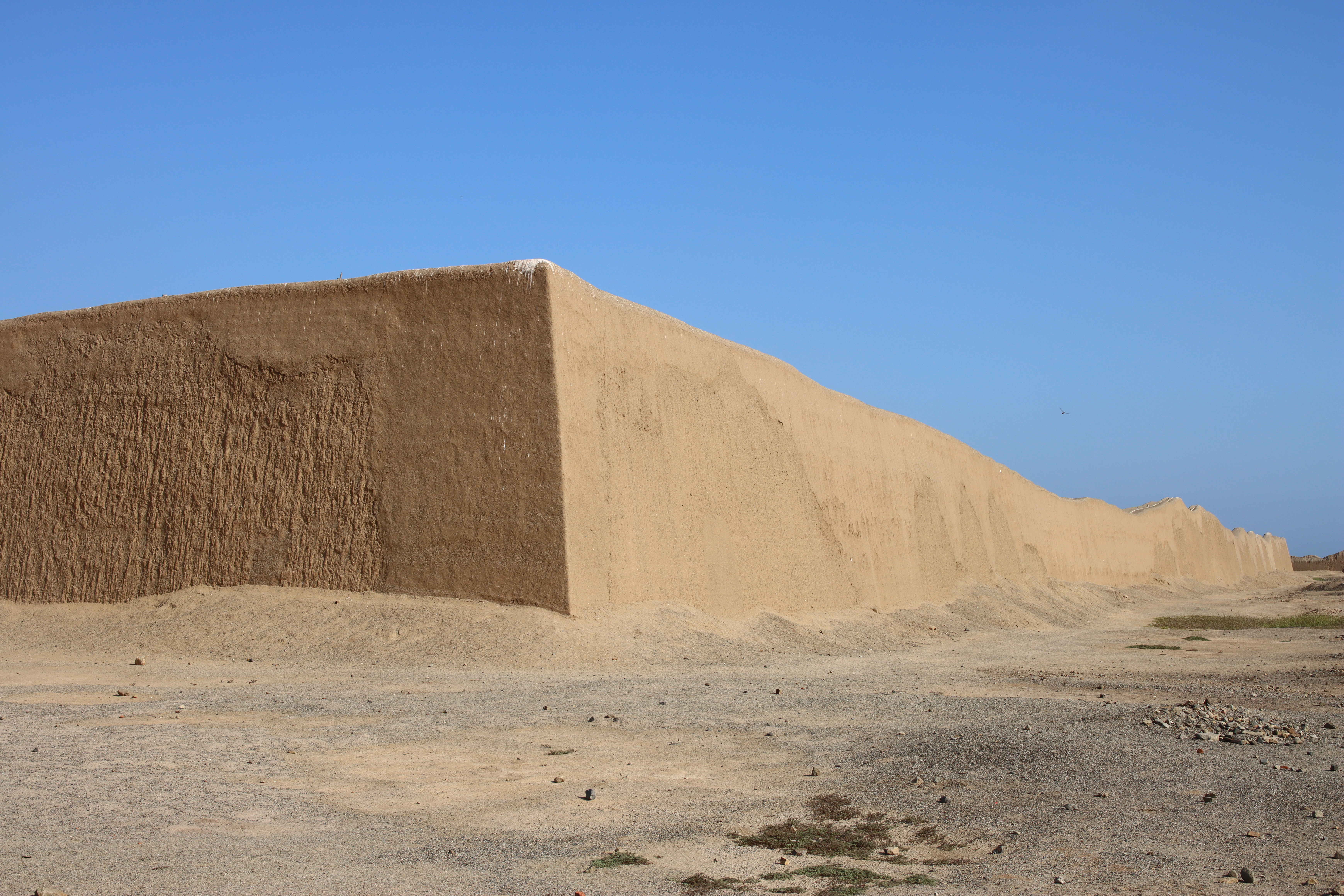
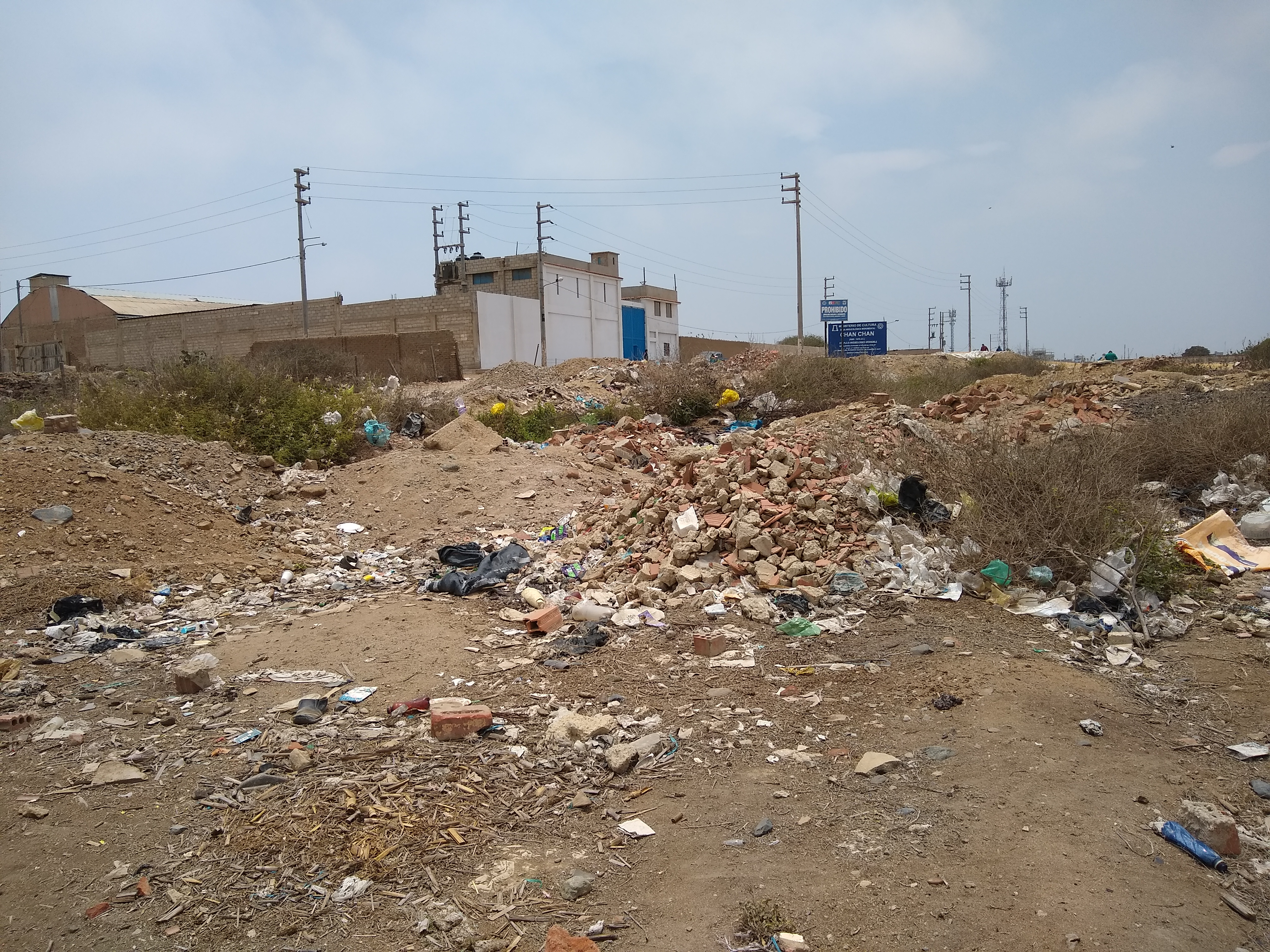
Nelegální skládka